# Венцель, Хайдемари
Хайдемари́ Ве́нцель (нем. Heidemarie Wenzel; род. 7 июля 1945, Берлин) — немецкая актриса, известна по фильмам киностудии «ДЕФА» 1970-х годов.

## Биография
Родилась в 1945 году в Берлине, отец — старший инспектор железной дороги, мать — помощник торговца.
В юности играла в детском театре и занималась в хоре при Берлинской государственной опере.
Окончив школу с 1963 по 1966 год училась в Государственной актёрскёрской школе в Берлине.
Играла в народных театрах Ростока и Грайфсвальда, вскоре начала работать в кино и на телевидении.
В 1970-х годах исполнила нескосколько главных ролей в фильмах киностудии ДЕФА.
В 1986 году её муж, режиссёр Гельмут Ничке, поехав в командировку в Западную Германию, стал невозвращенцем в ГДР. Вслед за ним подала заявку на выезд, в 1988 году тоже уехала в ФРГ.
В ФРГ в конце 1980-х — начале 1990-х снималась в телесериалах.

## Фильмография (выборочно)
- 1970 — На пути к Ленину — Лора Майснер
- 1970 — Красная капелла — Инга Шнайдер
- 1973 — Голубь на крыше — Линда Хиндригс
- 1973 — Легенда о Пауле и Пауле — красотка (Инес, жена Пауля)
- 1973 — Вольц — жизнь и преображение одного немецкого анархиста — Агнес
- 1974 — Бессмертные — Мария-Кристина
- 1976 — Свет на виселице / Das Licht auf dem Galgen  — Элизабет
- 1979 — Архив смерти — фройляйн фон Тешендорф
- 1984 — Фронт без пощады — доктор Вилле

## Призы и награды
- 1972 — зрительская премия молодёжного журнала «Neues Leben».